# Palacios de la Valduerna
Palacios de la Valduerna – gmina w Hiszpanii, w prowincji León, w Kastylii i León, o powierzchni 20,42 km². W 2011 roku gmina liczyła 448 mieszkańców.